# Abscizie

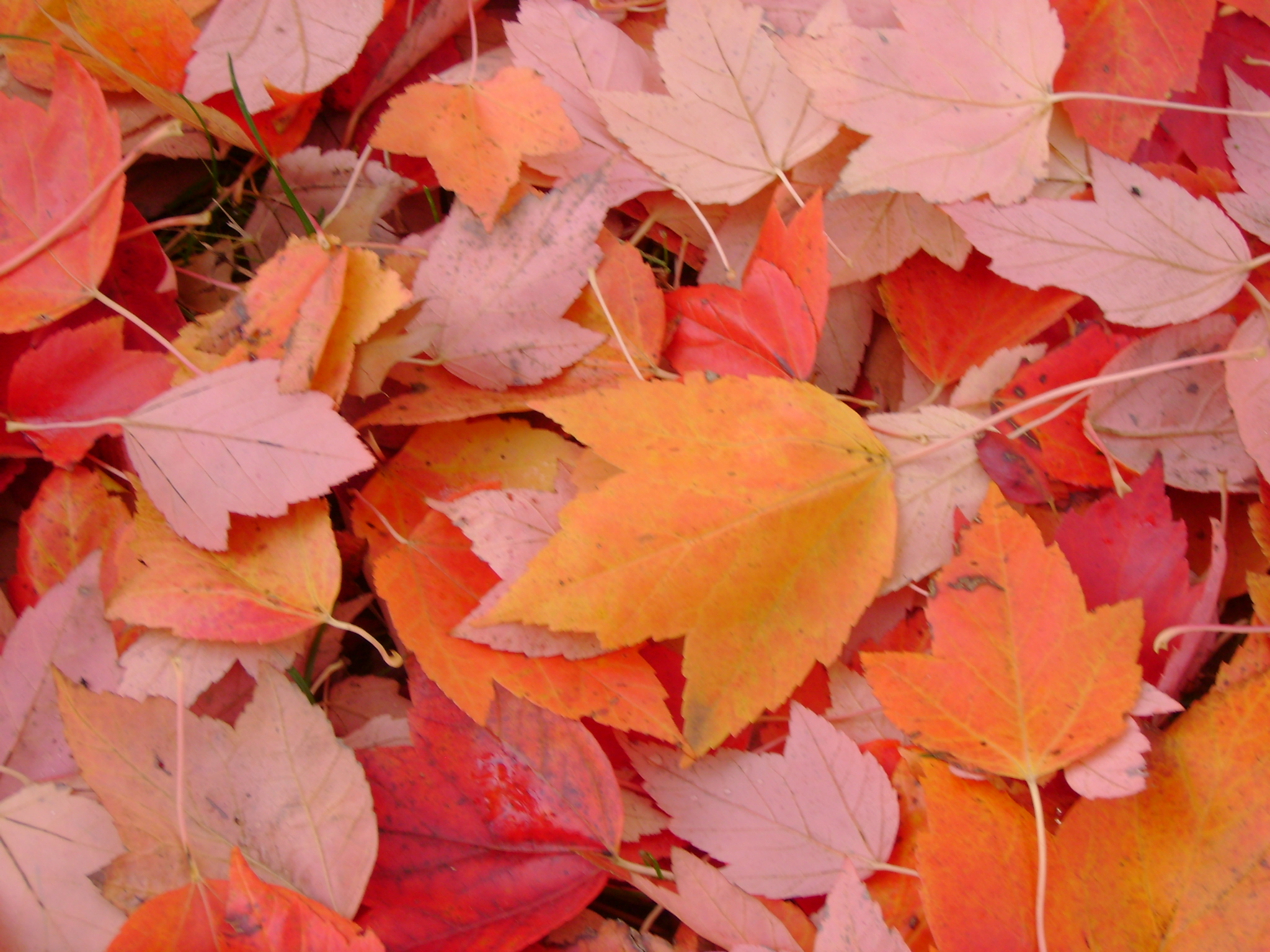
Frunze căzute toamna la nivelul solului. Căderea anuală a frunzelor, în zona temperată, este cauzată de abscizia frunzelor mature, toamna, după terminarea sezonului de creștere, în pregătirea arborilor pentru sezonul rece al iernii.

Abscizia (din cuvintel latine ab- „departe” și scindere „a tăia”) este pierderea diferitelor părți ale unui organism, așa cum ar fi o plantă care pierde frunze, fructe, flori sau semințe.
În zoologie, abscizia este pierderea intenționată a unei părți a corpului, cum ar fi desprinderea unei gheare, a cojii sau a cozii (autotomie) pentru a evita un prădător. În micologie, este eliberarea unui spor fungic. În biologia celulară, abscizia se referă la separarea a două celule fiice la finalizarea citokinezei.

## Abscizia la plante

### Funcție

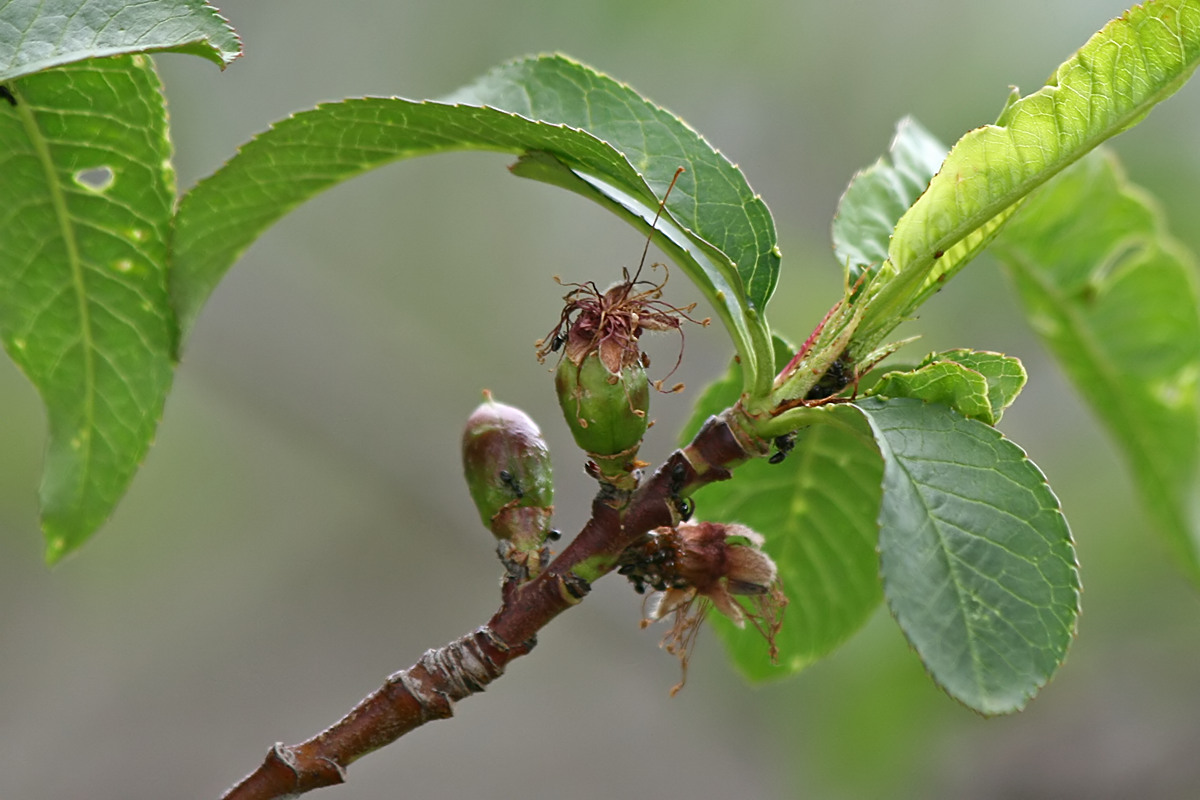
Abscizie a hipantiului în timpul dezvoltării unui fruct de nectarină.

O plantă va absciza o parte a sa, fie pentru a pierde deliberat o parte care nu mai este necesară, cum ar fi frunzele în timpul toamnei, fie o floare după fertilizare, fie în scopul reproducerii. Majoritatea plantelor de foioase își cad frunzele prin abscizie înainte de iarnă, în timp ce plantele veșnic verzi își abscizează continuu frunzele. 
O altă formă de abscizie este reducerea numărului de fructe. Atunci când fructele sunt încă imature, și resursele plantei sunt insuficiente pentru a le crește pe toate, planta abscisează o parte a fructelor sale pentru a își conserva resursele necesare pentru a aduce fructele rămase la maturitate. Dacă o frunză este deteriorată, o plantă o poate absciza și pentru a conserva eficiența folosirii apei sau fotosintezei, în funcție de „costurile” pentru plantă, în ansamblu. Stratul de abscizie este de culoare verzuie-cenușie.
Abscizia poate apărea și în cazul frunzelor tinere, ca mijloc de apărare al plantelor. Abscizia prematură a frunzelor s-a dovedit a avea loc ca răspuns la infestarea cu afidele biliare. Prin abscizarea frunzelor, care au fost făcute găzduire a fierelor afidelor, s-a dovedit că plantele reduc masiv populația dăunătorilor, deoarece 98% dintre afidele din frunzel abcizate au murit. Abcizia este selectivă, iar șansa ca frunzele să cadă, crește pe măsură ce crește numărul de dăunători. O frunză cu trei sau mai multe insecte devoratoare a avut de patru ori mai multe șanse să se abscize, comparativ o frunză cu un dăunător și de 20 de ori mai multe șanse să cădă decât o frunză neatacată.

### Procesul absciziei
Abscizia are loc printr-o succesiune de trei evenimente:  1) resorbție, 2) formarea stratului protector și 3) detașare. Pașii 2 și 3 se pot întâmpla în orice ordine, depinzând de specie.

#### Resorbție
Resorbția presupune degradarea clorofilei pentru a extrage majoritatea nutrienților săi. Azotul se găsește în clorofilă și este adesea un nutrient mai greu de găsit pentru plante, care au nevoie de mari cantități, pentru a forma aminoacizi, acizi nucleici, proteine și anumiți hormoni. După ce azotul și alți nutrienți importanți au fost extrași din clorofilă, aceștia vor fi trimiși spre alte țesuturi ale plantei care au nevoie de aceștia. Resorbția este cauza schimbării culorii frunzelor toamna. Carotenoidele din frunze se degradează mai încet decât clorofila, cauzând colorarea îndelungată a frunzelor de toamnă în galben, portocaliu și ruginiu.

#### Formarea stratului protector
Celulele de sub zona de abscizie se divid și formează un strat de celule de protecție, care sunt, de fapt, moarte, fiind lipsite de citoplasmă, care mai sunt cunoscute și ca „celule de plută” - cork cells (ca referire la prima observarea vreodată a unor celule vegetale, în 1665, de către Robert Hooke, care observase celulele moarte dintr-un dop de plută). Situate de ambele părți ale zonei de abscizie sunt straturi de celule ale parenchimului, care produc și injectează suberină și lignină sub zona de abscizie, în noul strat al celulelor de protecție. Suberina și lignina realizează un strat durabil și protector, impenetrabil apei, odată ce acel organ este detașat.

#### Detașare
Detașarea unei anumite părții a plantei sau chiar a unui organ al acesteia se poate produce în mai multe feluri, depinzând de specie și condiții externe și interne, dar se produce întotdeauna în zona „desemnată” de producere a absciziei. Detașarea se poate realiza atunci când straturile de celule ale parenchimului secretă enzime pereților celulari pentru a autodigera lamelele medii, care mențin pereții celulari împreună, în zona de abscizie. Acest lucru face ca celulele zonei de abscizie să se desprindă și să facă să cadă frunza sau orice altă parte a plantei, care urma să fie eliminată. Un alt mod în care apare detașarea este prin îmbibirea cu apă. În acest caz, celulele vegetale din zona de abscizie vor absorbi o cantitate mare de apă, se vor umfla și, în cele din urmă, se vor sparge, făcând organul să cadă. Odată detașat, stratul protector al „celulelor de plută” va fi expus mediului ambiant.

### Mecanisme

#### Structural
La arborii foioase se formează o zonă de abscizie, numită și zonă de separare, la baza pețiolului. Este compus dintr-un strat superior care are celule cu pereți slabi și un strat inferior, care se extinde toamna, rupând pereții slabi ai celulelor din stratul superior. Acest lucru permite ca frunza să fie supusă absciziei (să cadă „de la sine”).

#### Lipsa clorofilei ca mecanism de inițiere

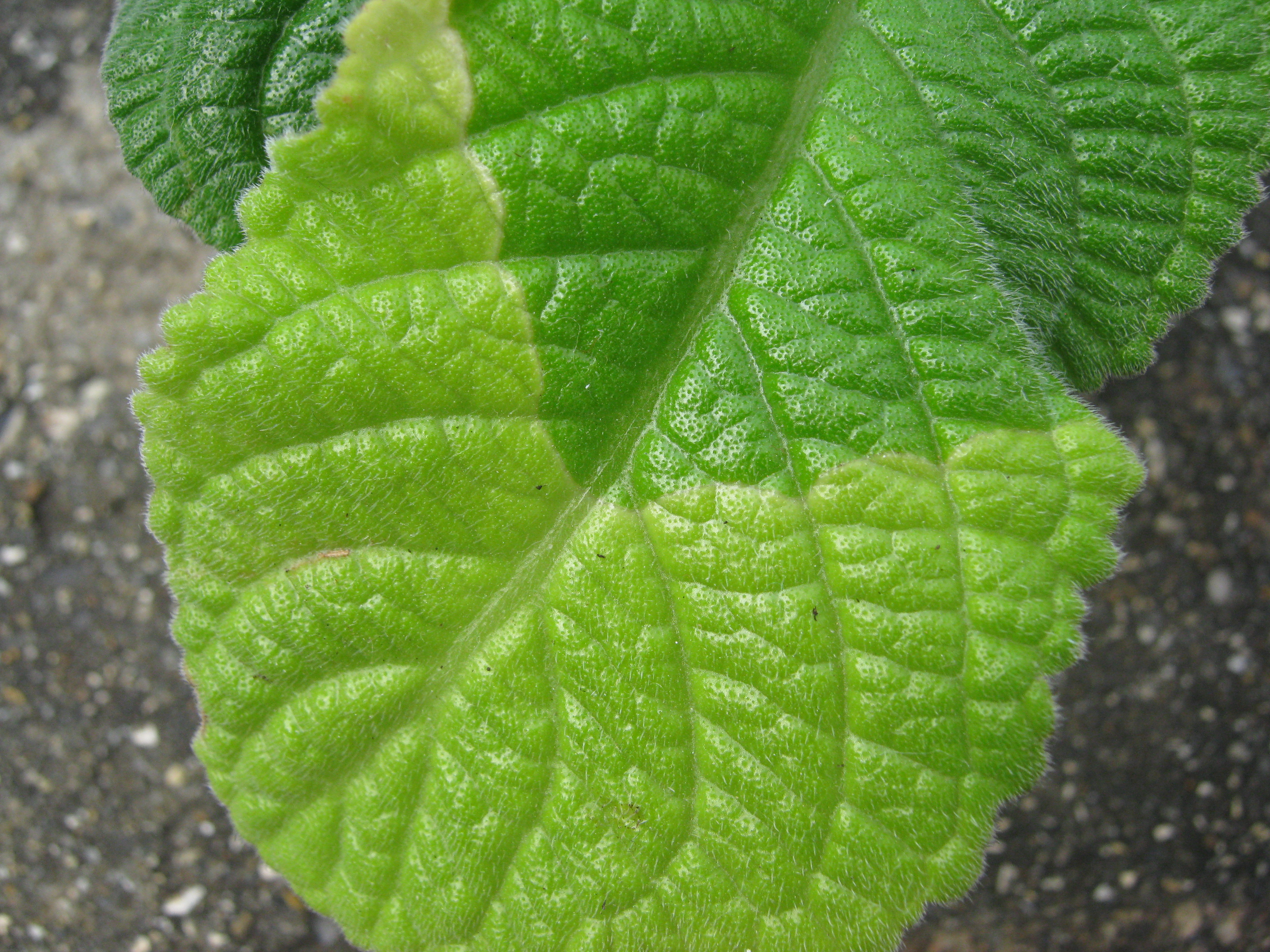
Frunză de streptocarpus, indicând linia absciziei ca răspuns al scurtării duratei zilei

Reducerea producției de clorofilă în frunze, datorată scăderii intensității luminii solare, la începutul toamnei, explică de ce frunzele foioaselor devin galbene. Întrucât culoarea galben poate atrage diferite varietăți de afide, unele specii de arbori se protejează de posibilul atac, prin injectarea unui pigment puternic, care colorează frunzele direct în roșu. Lipsa clorofilei este una din cauzele procesului de abscizie.

#### Chimic
O varietate de specii reactive de oxigen (acronim, SRO sau ROS, din engleză reactive oxygen species) sunt generate de plante în perioadele de stres (biotic și abiotic), inclusiv lumina ultravioletă, temperaturile prea scăzute, lumina excesivă, agenții patogeni, paraziții și salinitatea ridicată. Prezența și producția continuă a acestor SRO determină perturbarea homeostaziei componentelor celulare, ceea ce duce la disfuncționalitatea metabolică și la accelerarea funcțiilor enzimelor de degradare a peretelui celular (WDE).

#### Hormonal
În timp ce cercetătorii au crezut inițial că acidul abscisic este hormonul care stimulează abscizia (pentru care a fost numit hormonul), s-a dovedit mai târziu că nu joacă un rol principal. De fapt, auxina, un hormon vegetal, și etilena au fost implicate ca regulatori proeminenți ai semnalizării absciziei. Cei doi compuși funcționează într-un mod sinergetic, pe măsură ce nivelurile de auxină scad, fluxul de auxină către zona de abscizie este redus.
Epuizarea auxinei face ca zona de abscizie sa fie sensibila la etilenă. Când planta este apoi expusă la etilenă, expresia genică a enzimelor de degradare a peretelui celular, cum ar fi celuloza și poligalacturonaza, sunt activate. Cu toate acestea, acest lucru nu înseamnă că etilena activează direct expresia genei WDE, deoarece elementele responsabile pentru detectarea etilenei nu au fost găsite în regiunea promotoare a genei. Scăderea nivelurilor de auxină a fost, de asemenea, implicată în schimbarea culorii frunzelor de toamnă.

## Abscizie și senescență
Deși ambii termeni din biologie se referă la părți care se degradează în organisme, vegetale sau animale, noțiunile sunt diferite. Diferența principală dintre abscizie și senescență constă în aceea că abscizia este separarea unei părți sau a unor organe (care pot fi senescente sau nu) a organismului de ansamblul său, în timp ce senescența este deteriorarea legată de vârstă a organelor și a ansamblului acelor organisme.

## Abscizia la animale
- Autotomie
- Năpârlire
- Schimbarea ghearelor

## Alte articole conexe
- Marcescență, reținerea părților plantelor care ar trebui să fie pierdute, în mod normal
- Senescență, deteriorarea legată de vârstă a organelor și a ansamblului unor organisme